# یوهان یورگن هولست
یوهان یورگن هولست (نروژی: Johan Jørgen Holst; ۲۹ نوامبر ۱۹۳۷ – ۱۳ ژانویهٔ ۱۹۹۴) سیاست‌مدار اهل نروژ از حزب کارگر بود. بهترین شناخته‌شدگی وی دخالت او در پیمان‌های اسلو بود.